# Александер, Кристофер
Кристофер Вольфганг Александер (англ. Christopher Wolfgang Alexander; 4 октября 1936, Вена, Австрия — 17 марта 2022) — архитектор и дизайнер, создатель более 200 архитектурных проектов в Калифорнии, Японии, Мексике и в других частях мира. Создал и внедрял на практике (в сотрудничестве с Сарой Исикава и Мюреем Сильверштейном) «язык шаблонов» в архитектуре. В 1958 переехал из Англии в США, жил и преподавал в Беркли, Калифорния с 1963. Профессор Калифорнийского университета.

## Биография

### Образование
Александер вырос и получил образование в Англии. Изучал химию, физику и математику в Тринити-колледже Кембриджского университета. Получил степени бакалавр архитектуры и магистр математики. Работал над докторской диссертацией в Гарварде и стал первым доктором наук в архитектуре Гарвардского университета. Параллельно занимался транспортными задачами и информатикой в MIT и когнитивистикой в Гарварде.

## Влияние

### Информатика
Работа Александера Notes on the Synthesis of Form стала обязательной к прочтению для исследователей в области информатики в 1960-х. Она оказала заметное влияние в 1960-х и 1970-х годах на разработку языков программирования, модульное программирование, объектно-ориентированное программирование, разработку программного обеспечения.
Книга A Pattern Language оказала влияние на движение за использование языка шаблонов в разработке программного обеспечения. Философия дополняющего органичного последовательного дизайна Александера оказала влияние на методологию экстремального программирования. Wiki была создана в Hillside Group для обеспечения работ по программированию шаблонов проектирования. «Глубокие геометрические структуры» из книги «The Nature of Order» оказали влияние на объектно-ориентированное программирование, особенно в языке C++.
Дизайнер Уилл Райт утверждает, что работы Александера повлияли на замысел его компьютерных игр The Sims и Spore.

## Список произведений
- Notes on the Synthesis of Form (1964)
- Community and Privacy, с Сержем Чермаевым (1965)
- A city is not a tree (англ.) (1965)
- The Atoms of Environmental Structure (1967)
- A Pattern Language which Generates Multi-service Centers, with Ishikawa and Silverstein (1968)
- Houses Generated by Patterns (1969)
- The Grass Roots Housing Process (англ.) (1973)
- The Oregon Experiment (1975)
- A Pattern Language: Towns, Buildings, Construction, with Ishikawa and Silverstein (1977)
- The Timeless Way of Building (1979)
- The Linz Cafe (1981)
- The Production of Houses, with Davis, Martinez, and Corner (1985)
- A New Theory of Urban Design, with Neis, Anninou, and King (1987)
- Foreshadowing of 21st Century Art: The Color and Geometry of Very Early Turkish Carpets (1993)
- The Mary Rose Museum, with Black and Tsutsui (1995)
- The Nature of Order Book 1: The Phenomenon of Life (2002)
- The Nature of Order Book 2: The Process of Creating Life (2002)
- The Nature of Order Book 3: A Vision of a Living World (2005)
- The Nature of Order Book 4: The Luminous Ground (2004)

Неопубликованные работы:
- Battle
- Sustainability and Morphogenesis (рабочее название)